# INVリーグ
INVリーグ(INV League)は、eスポーツチームINVERSEが監修するeスポーツ大会の総称である。

## 概要
INVリーグは、INVERSE所属メンバーであるAlmaと毎回変わるゲストの間で共催される個人主催大会を、INVERSEが監修するeスポーツ大会。
2022年4月2日には、まだSDGsが深く浸透していない学生に対して、より身近な問題であることを考えてもらうきっかけづくりとして、SDGsに関する社会的な取り組みと、若者を中心としたeスポーツコミュニティを掛け合わせたフォートナイトの大会『INVリーグ SDGs』を開催した。

## 来歴
2021年
- 12月28日 : 共催者がAlmaとぺぺちで、「INVリーグvol.1」が開催。[7][8]

2022年
- 1月22日 : 共催者がAlmaとぺぺち、さわ丸で、「INVリーグvol.2」が開催。[9][10]
- 4月2日 : 共催者がAlmaとさわ丸で、「INVリーグ SDGs」が開催。[2][3][4][5][6]